# Slatri (Larangan)
Slatri is een bestuurslaag in het regentschap Brebes van de provincie Midden-Java, Indonesië. Slatri telt 17.126 inwoners (volkstelling 2010).